# Villefrancon
Villefrancon korábbi község (település) Franciaországban, Haute-Saône megyében. 2025. január 1-jén Choye községgel egyesült és Colombine új község része lett.
Lakosainak száma 126 fő (2022. január 1.). Villefrancon Saint-Loup-Nantouard, Choye, Velesmes-Échevanne és Velloreille-lès-Choye községekkel határos.

## Népesség
A település népessége az elmúlt években az alábbi módon változott:
| Lakosok száma | 136  | 138  | 140  | 140  | 136  | 133  | 129  | 126  | 126  |
|               | 2013 | 2015 | 2016 | 2017 | 2018 | 2019 | 2020 | 2021 | 2022 |